# Craugastor obesus
Craugastor obesus är en groddjursart som först beskrevs av Barbour 1928.  Craugastor obesus ingår i släktet Craugastor och familjen Craugastoridae. IUCN kategoriserar arten globalt som starkt hotad. Inga underarter finns listade i Catalogue of Life.